# Officina profumo-farmaceutica di Santa Maria Novella
L’Officina profumo-farmaceutica di Santa Maria Novella, également nommée Antica Spezieria di Santa Maria Novella (Atelier de parfumerie-pharmacie de Santa Maria Novella ou Pharmacie de Santa Maria Novella) est une ancienne officine d'apothicaire italienne devenue une maison de parfum et de soins corporels située à Florence, dans l'ensemble conventuel de la basilique Santa Maria Novella. Ouverte en 1612 par des moines dominicains, cette pharmacie-parfumerie est considérée comme la plus ancienne du monde occidental encore en activité, ainsi que l'une des plus anciennes entreprises de tous les temps : pour cette raison, en 2012, une émission philatélique italienne lui a été consacrée ; un projet de restauration de certaines salles monumentales a également été lancé.
Incluse dans le complexe de la basilique qui comporte plusieurs couvents, elle est accessible par la via della Scala, au numéro 16.

## Histoire

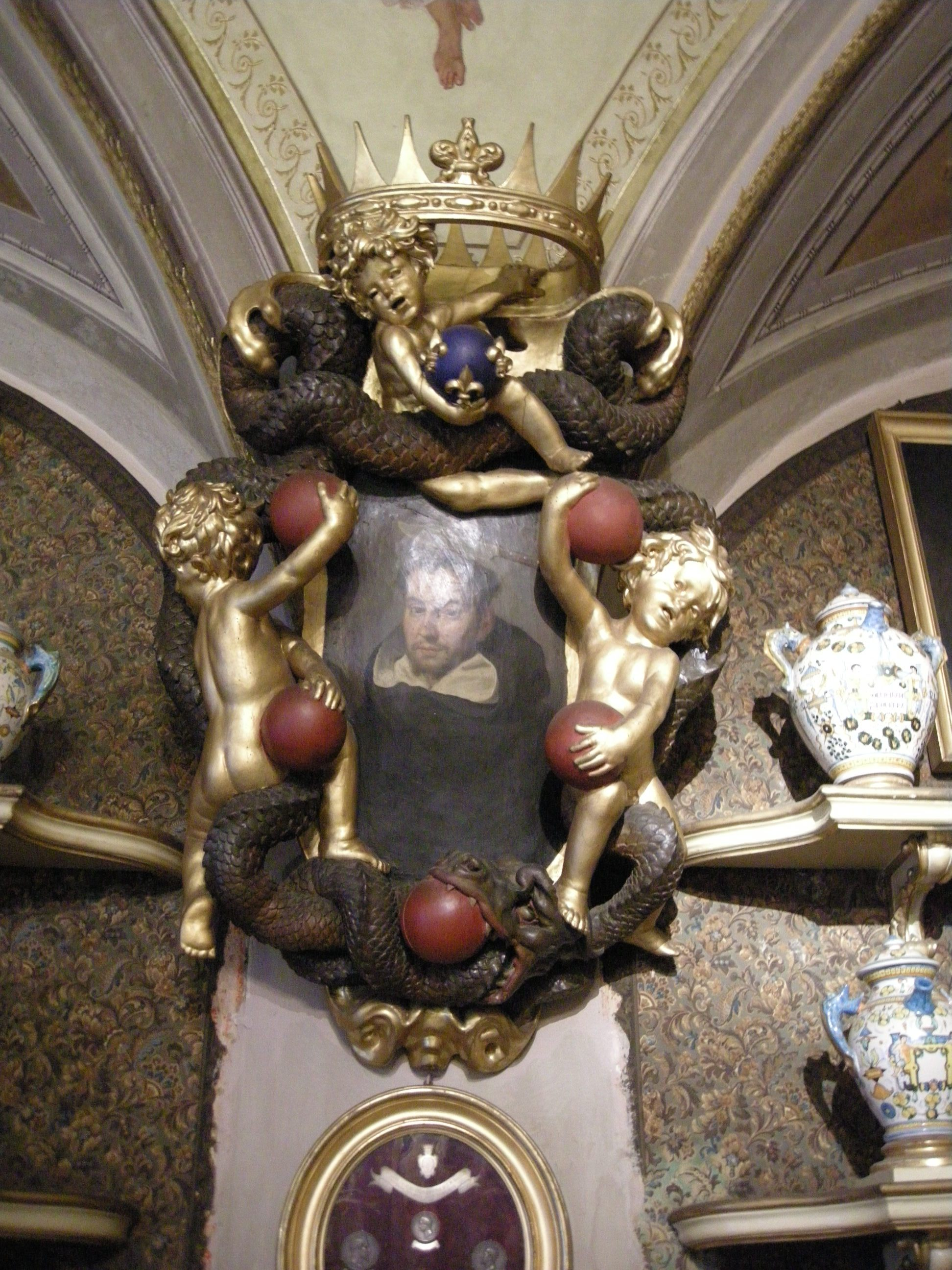
Sala Verde, portrait et blason des Médicis.

Lorsque des moines s'installent à Florence et construisent la basilique Santa Maria Novella, avec son couvent, au XIIIe siècle, ils se mettent également à cultiver des plantes médicales dans un jardin mitoyen pour produire quelques onguents, destinés à leur propre usage. Puis leur apothicairerie s’ouvre au public extérieur.
Les archives de la ville montrent qu'en 1381, ces dominicains de Santa Maria Novella vendent déjà de l'eau de rose comme antiseptique en période d'épidémie, notamment de peste. Cette eau florale est d'ailleurs toujours proposée même si elle est utilisée désormais comme une lotion tonique pour la peau du visage. Les moines disposent d'une connaissance des plantes médicinales, cultivées dans le jardin des simples attenant : herbes et fleurs distillées servent ensuite à préparer essences, élixirs, pommades et baumes. Il s'agit donc, dans un premier temps, d'une officine d'apothicaire (spezieria en italien) comme il en existe dans la plupart des grandes villes européennes. Le jardin alimentait principalement la pharmacie la plus proche et jumelle de San Marco, également fondée et gérée par les frères dominicains.
La parfumerie actuelle remonte à 1612, et son activité s'ajoute à celle de la pharmacie. Réputée dans toute l'Europe, elle reçoit la visite du grand-duc Ferdinand II de Médicis qui en fait son fournisseur agréé en 1659. Catherine de Médicis s'y fournit en Eau de la reine (devenue  l'Eau de Santa Maria Novella), parfum conçu pour elle à base de bergamote, et qu'elle emporte en France en 1533,. Cet autre produit a pu inspirer Jean Marie Farina lorsqu'il crée l'eau de Cologne, un siècle plus tard. Au XVIIIe siècle, les moines fondent un véritable commerce, ils exportent leurs produits en Inde et en Chine.
Malgré la disparition de l'activité monastique au milieu du XIXe siècle, l'activité commerciale, elle, reste florissante, sous Damiano Beni qui, en 1866, revend à la ville les locaux historiques. Son neveu, Cesare Augusto Stefani, hérite de la maison de parfums et ce sont ses descendants qui gèrent encore de nos jours l'entreprise. Les portraits des membres de la famille sont exposés dans la Sala Verde, ou « salle verte », pièce rococo, carrelée de marbre noir, ornée d'un  papier peint vert d'eau et de dorures.
L'écrivain Giacomo Leopardi, le poète Byron ou encore Pouchkine (ce dernier pour la fragrance Peau d'Espagne) comptent parmi les clients au XIXe siècle. Au cinéma Eva Green utilise un produit de la boutique dans le film Casino Royale et Tom Hanks son après-rasage dans Da Vinci Code. Santa Maria Novella est également citée dans la série télévisée Gossip Girl.
Elle reste depuis quatre siècles un lieu de vente de produits de parfumerie et de soins corporels originaux : eaux de Cologne, savons, talcs, pommades, ainsi que de sucreries ; cependant il ne s'agit pas aujourd'hui d'une pharmacie au sens moderne : les produits restent tous artisanaux et protégés par un label DOP (origine contrôlée).
Cette parfumerie jouxte le musée de Santa Maria Novella, composé de plusieurs salles et d'une bibliothèque située dans la chapelle du couvent.
En 2012, la Poste italienne a émis un timbre en hommage à ce lieu.

## Description
L'ancienne spezieria, qui n'est plus une pharmacie, mais une parfumerie et une herboristerie, est située dans un véritable environnement monumental, avec des décorations et des meubles anciens datant de différentes époques. Elle conserve également une précieuse collection de matériel scientifique, tels que thermomètres, mortiers, balances, tasses à mesurer, etc., ainsi que de précieux pots d'apothicaire du XVIIe au XXe siècle.

### Entrée et couloir

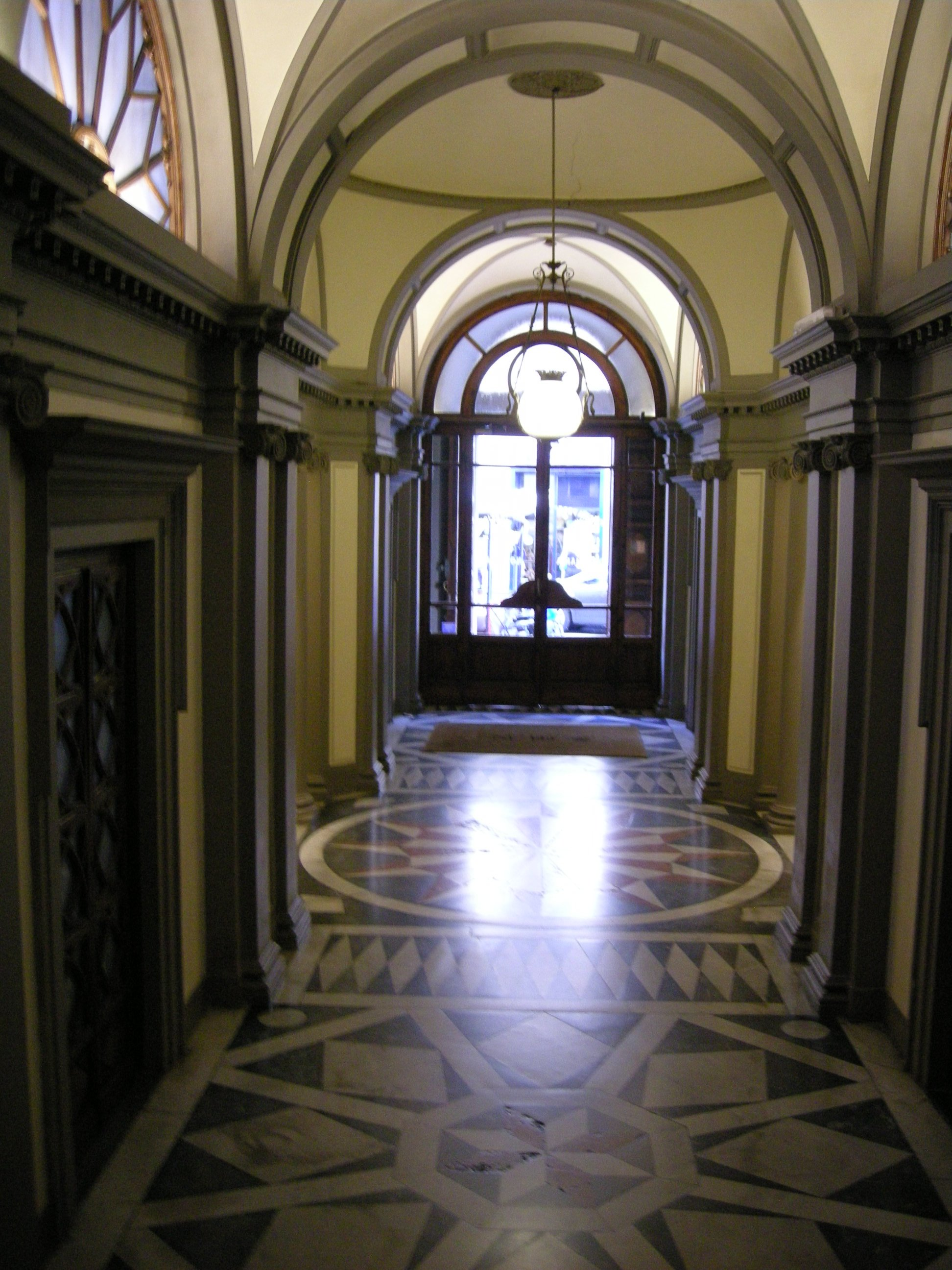
Vestibule.

Un portail en plein cintre en pietra serena, finement sculpté, surmonté d'un fronton, au centre duquel se trouve le blason des frères dominicains, reconnaissable au soleil radieux, permet d'accéder à la boutique de la parfumerie.
La galerie d'accès à la salle des ventes n'est pas l'entrée d'origine de la pharmacie ; elle n'a été ouverte qu'à la fin du XVIIIe siècle. L'ouverture officielle de la pharmacie au public en 1612 se faisait depuis le Grand cloître, aujourd'hui propriété de l'école des sous-officiers des carabiniers, par le portail en forme de coquille conçu par Matteo Nigetti. L'ancienne apothicairerie, aujourd'hui herboristerie, était le lieu réservé à la vente et à la présentation des produits de 1612 à 1848.
Deux exèdres s'ouvrent latéralement dans l'atrium classique, chacune avec une statue de marbre : Hygie et Galien, respectivement personnification de la déesse de la Santé et du dieu de la Médecine. Le petit vestibule est de style néogothique, avec des décorations principalement bleues et dorées, et donne accès à la salle de vente principale.

### Salle de vente

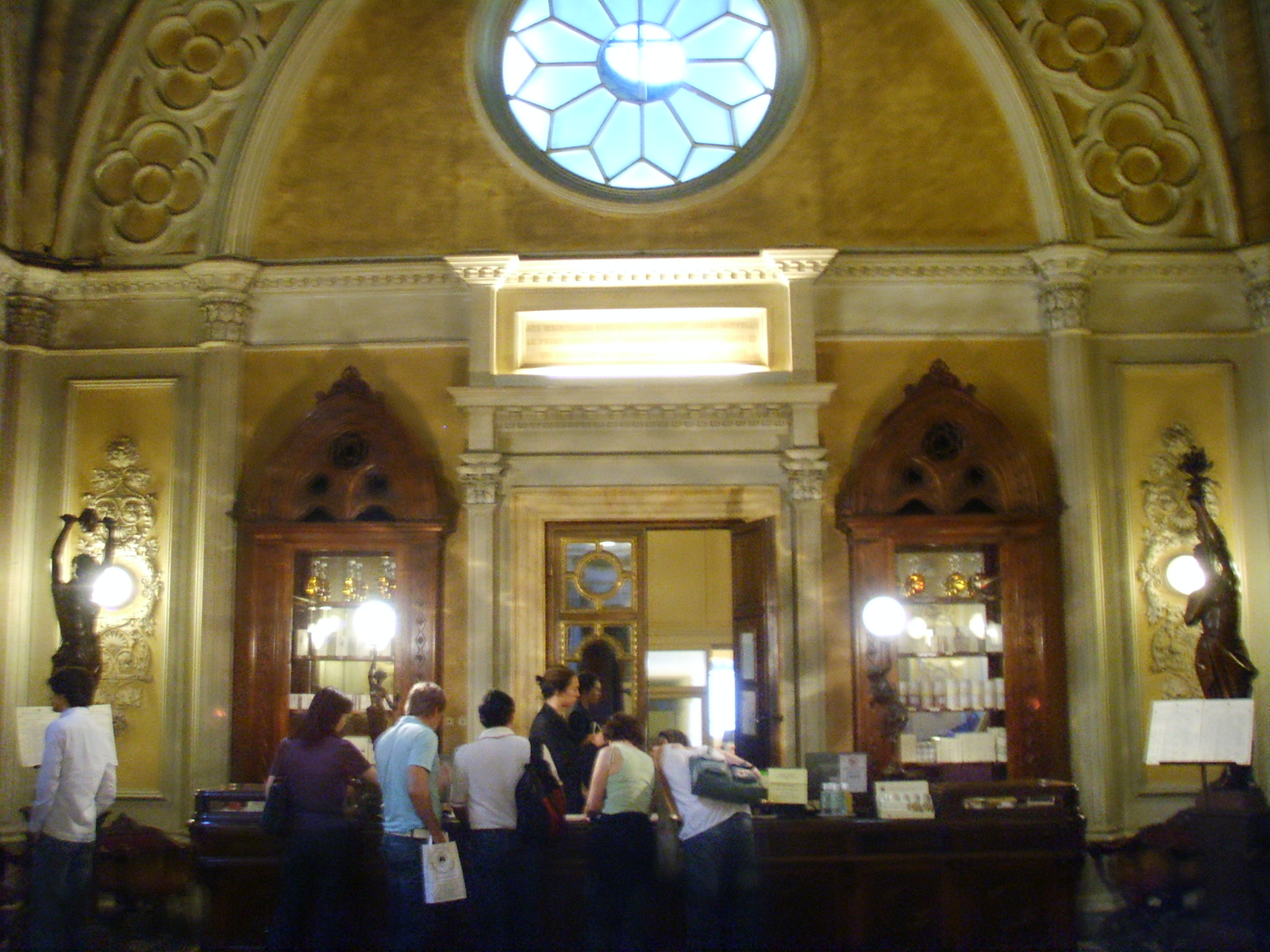
Salle de ventes.

La grande salle de vente était à l'origine l'une des chapelles du couvent, dédiée à saint Nicolas de Myre, sous le patronage de la riche Famille Acciaiuoli. Selon la tradition, la chapelle est un cadeau de gratitude de Dardano Acciaioli aux frères dominicains. On dit que Dardano était malade et que les médecins ne savaient pas comment diagnostiquer ou guérir sa maladie ; afin de sauver leur réputation, ils lui ordonnèrent comme remède un cépage particulier appelé « ursina » ou « lugliola » qui, à cette époque de l'année, était presque impossible à trouver. L'échec de la cicatrisation aurait donc été imputé à l'impossibilité de trouver le « médicament ». Les frères de Santa Maria Novella, ayant appris cela, ont récolté ce raisin dans leur jardin et l'ont offert à Dardano qui a miraculeusement récupéré. Le noble, par gratitude, proposa aux dominicains de leur donner quelque chose qui resterait dans la mémoire perpétuelle ; ils lui demandèrent de contribuer à la construction d'une chapelle « pour la commodité des malades ». Celle-ci a été construite près de l'infirmerie afin que les malades puissent ainsi suivre les offices religieux depuis leur lit.
À la fin du XVIIe siècle, elle est concédée à la Compagnia di Sant'Anna dei Palafrenieri, qui entreprend des restaurations et des modifications : elle ouvre l'entrée via della Scala et reconstruit la voûte et le toit. Une fois supprimée par la réforme de Léopold II (empereur du Saint-Empire), le siège de la Compagnie est utilisé comme entrepôt. Une importante rénovation a lieu en 1848 lorsque la notoriété toujours grandissante de la pharmacie rend nécessaire de disposer d'une salle adaptée pour accueillir les clients. Les travaux sont commandés par Fra 'Damiano Beni, l'un des directeurs les plus importants de la pharmacie. La surface est divisée en deux zones : la salle de vente et l'entrepôt.
Les fresques de la voûte, dans lesquelles était conservée l'ancienne croisée d'ogives, réalisées par Paolino Sarti, représentent les quatre continents pour symboliser la renommée de la pharmacie et de ses produits dans le monde. Le mobilier est constitué d'armoires néogothiques en noyer dans lesquelles sont exposés les produits de l'officine.

### Sala Verde

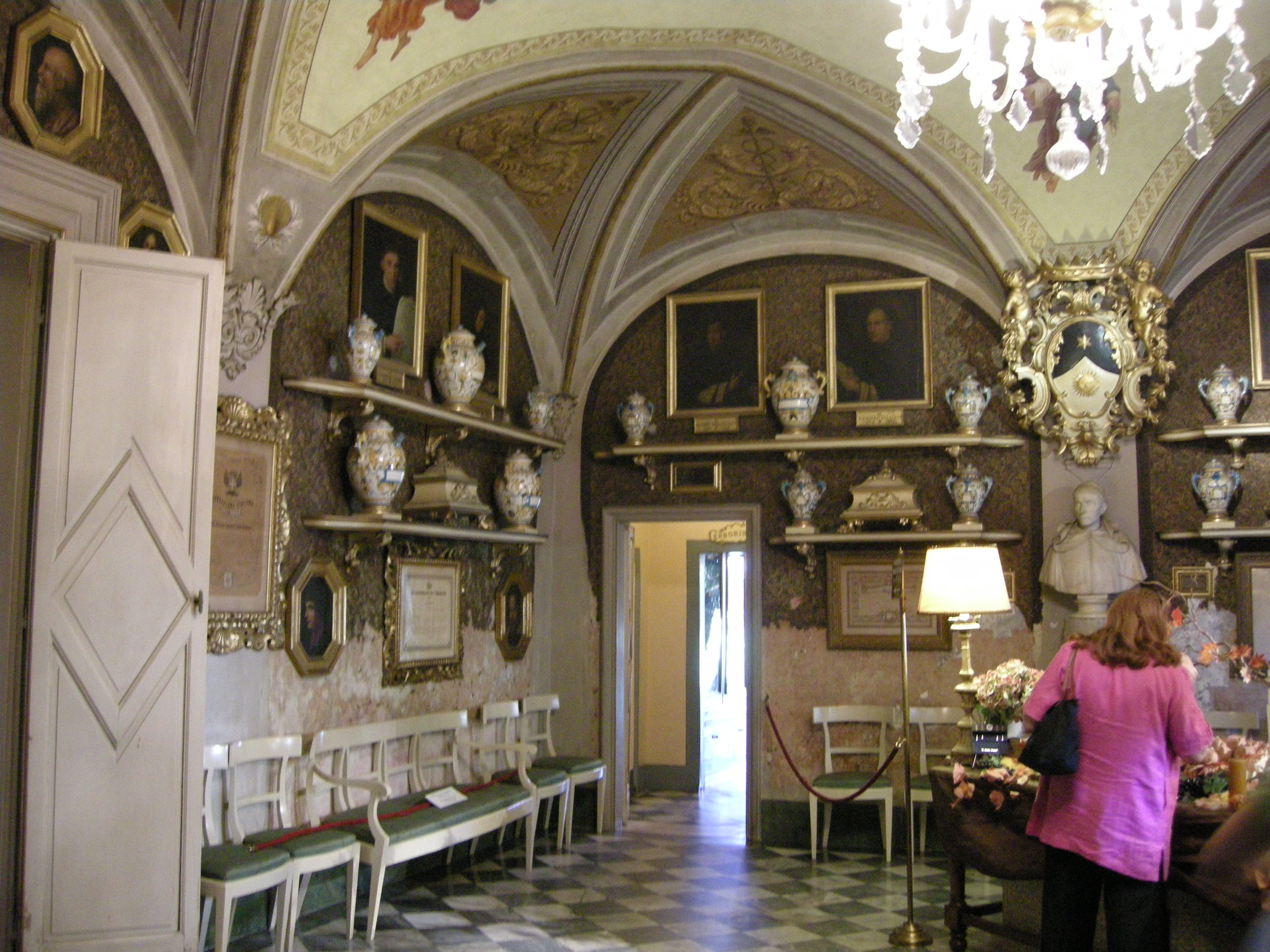
Sala Verde.

Sur la droite, se situe la Sala Verde (la chambre dite verte) donnant sur le jardin, qui a été construite entre 1335 et 1337, entre l'infirmerie du couvent et la chapelle, pour en faire un appartement privé, mais qui n'a jamais été utilisée à cette fin. À partir de 1542, année où débute l'activité commerciale de la pharmacie avec le premier livre des entrées et des sorties, cette salle abrite notamment des poêles pyramidaux pour la distillation et des fourneaux. Au XVIIIe siècle, la salle verte devient une salle de réception pour hôtes de marque, auxquels sont servis des spécialités de la pharmacie comme l'alkermès ou l'élixir de Chine, mais surtout du chocolat, boisson très en vogue à l'époque.
Aujourd'hui, la salle est meublée de meubles de style Directoire du XVIIIe siècle. Le mur à droite est dominé par l'effigie du saint dominicain Pierre de Vérone par Matteo Rosselli. Sur le mur opposé se trouvent les armoiries des dominicains de Santa Maria Novella avec un cadre richement sculpté et doré, sous lequel se trouve le buste en marbre de Fra' Tommaso Valori, l'un des directeurs, avec au-dessus, les portraits de tous les directeurs de l'atelier à partir de 1612, année de sa fondation officielle.

### Salle de l'ancienne Spezieria

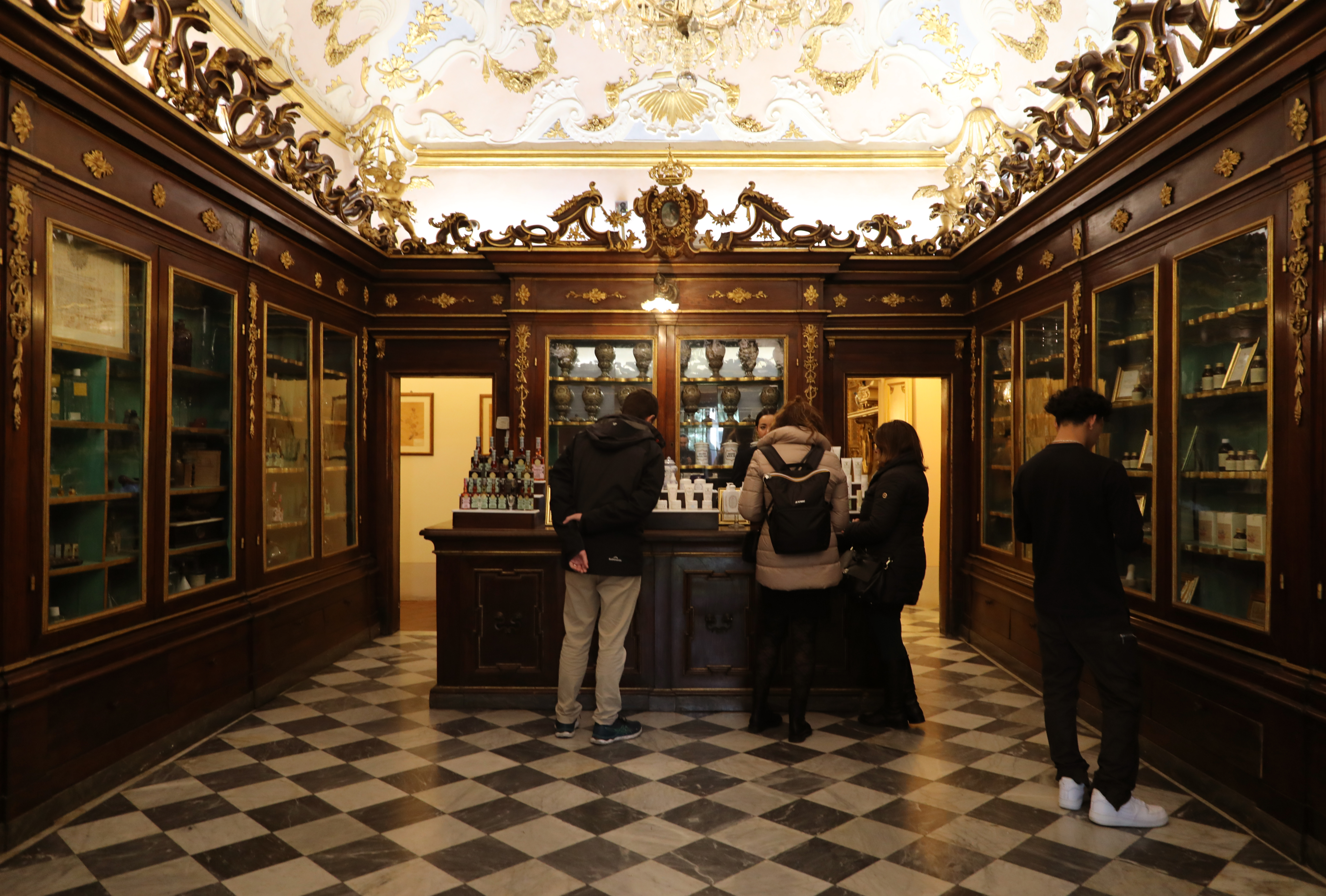
Antica Spezieria.

L'Antica Spezieria, aujourd'hui l'herboristerie, était la salle réservée aux ventes de 1612 à 1848 ; on y accédait depuis le Grand Cloître de Santa Maria Novella par le portail conçu par Matteo Nigetti, sur les côtés duquel se trouvent encore deux plaques commémorant l'activité pharmaceutique des frères, privilèges accordés par le Grand-Duc et les hôtes illustres de la pharmacie.
La salle est embellie par la riche décoration en stuc du plafond voûté du XVIIIe siècle, avec des animaux fantastiques, des sphinx, des dragons, des aigles royaux, des masques, des guirlandes de fruits et des roses, autant de motifs chers au répertoire de l'époque. Certains éléments, les rubans et les festons, reviennent dans la sculpture en bois qui surmonte les armoires du XVIIe siècle. Dans l'armoire située dans le mur d'entrée, au centre de la sculpture se trouve une guirlande de roses en bois doré, surmontée d'une couronne, à l'intérieur de laquelle est représenté le Mariage mystique de sainte Catherine d'Alexandrie.

### Sacristie

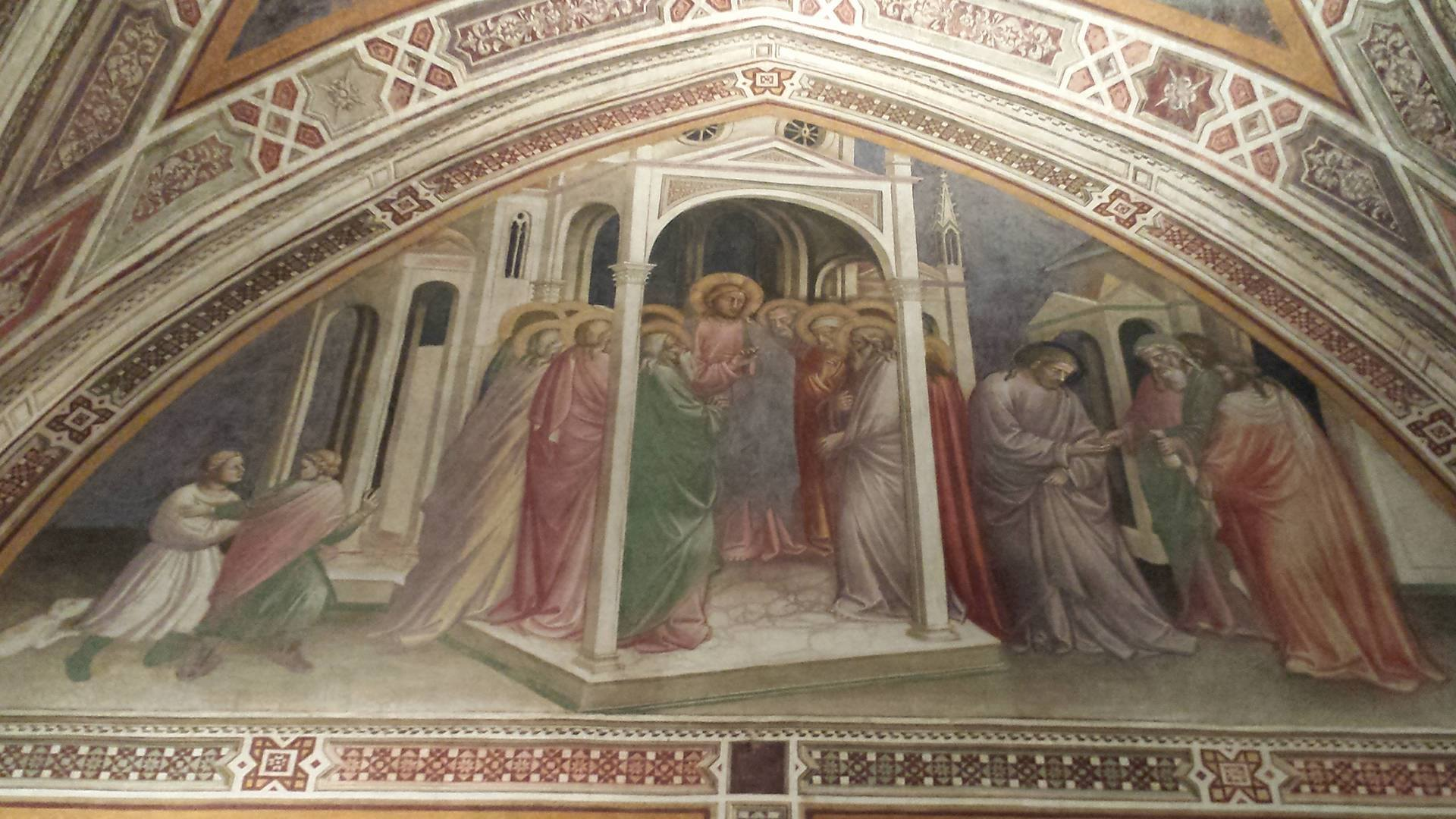
Lunette décorée de fresques par Mariotto di Nardo.

Pièce utilisée depuis le XVIIe siècle pour l'aromathérapie, les eaux distillées y étaient conservées, et pour cette raison, elle était appelée la « Salle des eaux ».
Les murs sont entièrement décorés de fresques avec des Histoires de la passion du Christ de Mariotto di Nardo, datées entre 1385 et 1405. En 2012, pour le 400e anniversaire de l'entreprise, tous les locaux de la via della Scala ont été restaurés. Dans la fresque originale du XIVe siècle, l'intervention du XIXe siècle est la plus percutante : la voûte a été en effet entièrement repeinte à cette époque et les quatre évangélistes sont représentés sur fond de ciel étoilé.
Avec la restauration actuelle, Daniela Dini a réussi à libérer complètement la voûte de la peinture du XIXe siècle, la ramenant à la peinture originale de Mariotto di Nardo. Les portraits des quatre évangélistes du XIXe siècle ont fait place à ceux de trois saints et à un évêque : un franciscain (Saint Bernard de Quintavalle), un bénédictin (Saint Benoît), un dominicain (Saint Thomas d'Aquin) et un évêque (Saint Nicolas de Myre).

### Musée
L'itinéraire muséal de l'atelier de parfumerie-pharmacie de Santa Maria Novella se déroule dans les anciens laboratoires de production. Le musée est né de la volonté de redonner lumière et vie aux machines autrefois utilisées pour le traitement, au verre, aux céramiques anciennes et aux objets en cuivre et en bronze.

### Autres
À côté de la Spezieria se trouvent les grandes caves où les produits sont stockés depuis des siècles. De là, il est également possible d'accéder à la tisanerie et à l'ancienne distillerie ; ces pièces donnent sur le joli jardin d'herbes aromatiques où les frères cultivaient des plantes médicinales, près de la deuxième entrée sur la piazza Santa Maria Novella (ouverte uniquement dans des circonstances particulières).

## Collections scientifiques
Divers instruments scientifiques et récipients datant du XVIIe au XXe siècle sont exposés dans toute la pharmacie. La collection se compose de trois noyaux : vases de pharmacie en céramique (fabrications de Montelupo Fiorentino, Richard-Ginori et Chini), verres de pharmacie (bouteilles, alambics et autres) et instruments scientifiques réels (thermomètres, mortiers, balances, tasses à mesurer).
D'anciens alambics et autres outils utilisés pour extraire et synthétiser des parfums et des composés médicinaux sont exposés dans les vitrines de la salle de l'ancienne Spezieria ; les thermomètres à tige haute de l'Accademia del Cimento sont des copies, les originaux se trouvent au musée Galilée de Florence.